# Torre San Patrizio
Torre San Patrizio – miejscowość i gmina we Włoszech, w regionie Marche, w prowincji Fermo.
Według danych na styczeń 2009 gminę zamieszkiwało 2153 osób przy gęstości zaludnienia 180,6 os./1 km².